# Kryptonesticus
Genre
Kryptonesticus est un genre d'araignées aranéomorphes de la famille des Nesticidae.

## Distribution
Les espèces de ce genre se rencontrent en Europe. Kryptonesticus eremita a été introduite à Auckland en Nouvelle-Zélande.

## Liste des espèces
Selon World Spider Catalog (version 19.0, 06/03/2018) :
- Kryptonesticus arenstorffi (Kulczyński, 1914)
- Kryptonesticus beroni (Deltshev, 1977)
- Kryptonesticus beshkovi (Deltshev, 1979)
- Kryptonesticus deelemanae Pavlek & Ribera, 2017
- Kryptonesticus dimensis (López-Pancorbo, Kunt & Ribera, 2013)
- Kryptonesticus eremita (Simon, 1880)
- Kryptonesticus fagei (Kratochvíl, 1933)
- Kryptonesticus georgescuae Nae, Sarbu & Weiss, 2018
- Kryptonesticus henderickxi (Bosselaers, 1998)

## Publication originale
- Pavlek & Ribera, 2017 : Kryptonesticus deelemanae gen. et sp. nov. (Araneae, Nesticidae), with notes on the Mediterranean cave species. European Journal of Taxonomy, no 262, p. 1-27 (texte intégral).